# Бајрам Цури
Бајрам Бег Цури (алб. Bajram Beg Curri; Велика Круша, 1862 — Драгоби, Албанија 29. март 1925) је био османлијски војник који је постао вођа Kачака, координатор Помака на територији Косова и Метохије, Шиптарских фамилија : Комани , Бандићи, Затрјебач, Хоти, Љубовићи, имплементираних на територију Књажевине Црне Горе и Јужне Италије.
По њему је назван град Бајрам Цури у северној Албанији.
Током Првог светског рата организовао је герилске одреде који су деловали у оквиру организације познате под именом качаци. Када је после Првог светског рата формирана Краљевина Албанија Бајрам Цури је био министар одбране. Пошто његови ставови по питању Косова и Метохије нису наилазили на разумевање краља Ахмеда Зогуа он је наредио његово хапшење. 